# Чжу Цзяньшень
Чжу Цзяньшень (кит.: 朱見深; піньїнь: Zhu Jianshen), храмове ім'я Сяньцзун (кит.: 憲宗; піньїнь: Xiànzōng; 9 грудня 1447 —9 вересня 1487) — восьмий імператор династії Мін. Девіз правління — Ченхуа (Досконале Процвітання).

## Життєпис
Народився 9 грудня 1447 року. Був старшим сином імператора Чжу Цічженя. Після полону батька у 1449 році жив під домашнім арештом до 1457 року, коли Чжу Цічжень повернув собі трон.
Після смерті батька у 1464 році Чжу Цзяньшень став новим імператором. Він реабілітував свого дядька Чжу Ціюя, що викликало деяке бродіння в правлячих колах. До 1475 року був вимушений вести порубіжні війни з монголами та ойратами. Для успішного протистояння їм наказав відновити Великий китайський мур, водночас подовжив його на 4500 миль. В цей же час (у 1464—1467 роках) урядові сили вимушені були боротися з великим повстанням у провінції Хубей на чолі із ковалем (за іншими відомостями теслярем) Лю. З великими труднощами вдалося його придушити.
Чжу Цзяньшень прославився тим, що любив гаремних жінок. Державні справи він часто передоручав придворним євнухам, призначав їх на відповідальні адміністративні пости. При ньому була створена нова, на додаток до вже існуючих, каральна служба Сі-гуан («Західна огорожа»), що складалася винятково  з палацових євнухів. Згодом на імператора великий вплив стала справляти мати імператриця Ван, яка при допомозі 4 палацових євнухів фактично стала володаркою імперії. Це сприяло поширенню зловживань та корупції. Частими стали конфіскації майна та земель у великих власників. Помер імператор 9 вересня 1487 року.